# Liv-Kjersti Bergman
Pour les articles homonymes, voir Bergman.
Liv-Kjersti Bergman, née Eikeland le 20 mars 1979 à Bergen, est une biathlète norvégienne. 

## Biographie

### Carrière sportive
Membre du club Hålandsdalen IL, elle fait ses débuts en Coupe du monde en 1999. En 2003, elle fait partie du relais gagnant à Kontiolahti, décrochant sa seule victoire au niveau mondial. Entre-temps, elle obtient une médaille de bronze uaux Championnats d'Europe 2002 à Kontiolahti sur le sprint.
Sa première sélection en rendez-vous majeur a lieu aux Championnats du monde 2005, où elle est seizième de l'individuel et cinquième du relais.
En 2006, elle obtient son meilleur résultat lors de l'individuel d'Östersund avec une deuxième place à 3,6 secondes derrière la gagnante Irina Malgina (une faute au tir pour Eikeland), ce qui restera son seul podium individuel en carrière.
Aux Jeux olympiques d'hiver de 2010, pour sa dernière compétition majeure, elle finit notamment quatrième du relais et est deux fois 69e.

### Famille
En 2010, elle s'est mariée avec le biathlète suédois Carl Johan Bergman.
Les biathlètes Liv Grete Poirée et Ann-Elen Skjelbreid sont ses cousines.

## Palmarès

### Jeux olympiques
| Épreuve / Édition            | Vancouver 2010 |
| Sprint                       | 69e            |
| Poursuite                    |                |
| Individuel                   | 69e            |
| Mass start (départ en masse) |                |
| Relais                       | 4e             |

### Championnats du monde
| Épreuve / Édition                | Individuel                       | Sprint                           | Poursuite                        | Départ en masse                  | Relais                           | Relais mixte                     |
| Mondiaux 2005 Hochfilzen         | 16e                              | -                                | -                                | -                                | 5e                               | Épreuve inexistante à cette date |
| Mondiaux 2005 Khanty-Mansiïsk    | Épreuve inexistante à cette date | Épreuve inexistante à cette date | Épreuve inexistante à cette date | Épreuve inexistante à cette date | Épreuve inexistante à cette date | 10e                              |
| Mondiaux 2007 Antholz-Anterselva | 30e                              | -                                | -                                | -                                | -                                | -                                |
| Mondiaux 2009 Pyeongchang        | -                                | -                                | -                                | -                                | 11e                              |                                  |

### Coupe du monde
- Meilleur classement général : 41e en 2004.
- 1 podium individuel : 1 deuxième place.
- 3 podiums en relais : 1 victoire et 2 troisièmes places.

#### Différents classements en Coupe du monde
| Année     | Classement général final | Sprint | Poursuite | Individuel | Mass start |
| 2001-2002 | 74e                      | 59e    | -         | -          | -          |
| 2003-2004 | 41e                      | 42e    | 40e       | 42e        | -          |
| 2004-2005 | 46e                      | 56e    | 62e       | 25e        | -          |
| 2005-2006 | 60e                      | 73e    | 58e       | 34e        | -          |
| 2006-2007 | 44e                      | -      | 59e       | 20e        | 37e        |
| 2007-2008 | 53e                      | -      | 47e       | 35e        | -          |
| 2008-2009 | 47e                      | 47e    | 72e       | 45e        | -          |
| 2009-2010 | 80e                      | 80e    | 76e       | 52e        | -          |

### Championnats d'Europe
- Médaille de bronze du sprint en 2002.
- Médaille de bronze du relais en 2008.

### IBU Cup
- 5 podiums, dont 1 victoire.